# Baysère
Pour les articles homonymes, voir Gest (homonymie).
Le Baysère, Baïsère / Baïse de Monein,, est un cours d'eau du Béarn (département des Pyrénées-Atlantiques) qui prend sa source sur la commune de Monein et se jette dans la Baïse de Lasseube, affluent gauche du gave de Pau, à Mourenx.
Son bassin est appelé bassin des Baïses par référence aux Baïses de Lasseube et de Monein.

## Étymologie
Il n'est pas douteux que Baïse, aussi orthographié Bayse ou Bayze dans les textes, est un hydronyme. En effet, sur la carte de Cassini de 1773, trois rivières au moins portent le nom de Baïse dans la région de Monein. Elles ont ensuite été différenciées en Bayse de Lasseube, en Baysère (ou Bayse de Monein) et en Baylongue, affluent de la Baysère. Dans les textes anciens, le Luzoué, autre affluent gauche du Gave de Pau, est parfois appelé Baïse de Cardesse.
 Par ailleurs, la grande Baïse du Gers prend sa source sur le plateau de Lannemezan, se jette dans la Garonne et a comme affluents la petite Baïse et la Baïsole.
 La racine commune à tous ces hydronymes est généralement associée au basque bai ("Baigorryʺ rivière rouge, ʺBaionaʺ rivière bonne), forme ancienne de "ibaia". Une étymologie alternative à partir de la racine gasconne "ban" semble moins convaincante.

## Affluents
- ruisseau de Lassoure (4,2 km)
- ruisseau la Baylongue (11,4)

## Département et communes traversés
Pyrénées-Atlantiques
- Cuqueron
- Monein
- Mourenx
- Noguères
- Pardies